# Erebia semelocellata
Erebia semelocellata är en fjärilsart som beskrevs av Ruggero Verity 1953. Erebia semelocellata ingår i släktet Erebia och familjen praktfjärilar. Inga underarter finns listade i Catalogue of Life.